# Kanton Elne
Der Kanton Elne war von 1790 bis 2015 ein französischer Wahlkreis im Arrondissement Perpignan, im Département Pyrénées-Orientales und in der Region Languedoc-Roussillon. Sein Hauptort war Elne.
Der Kanton war 63,99 km² groß und hatte 22.823 Einwohner (Stand: 1. Januar 2012), was einer Bevölkerungsdichte von 357 Einwohnern pro km² entsprach.

## Gemeinden
Der Kanton bestand aus sieben Gemeinden:
| Gemeinde              | Einwohner Jahr | Fläche km² | Bevölkerungsdichte | Code INSEE | Postleitzahl |
| --------------------- | -------------- | ---------- | ------------------ | ---------- | ------------ |
| Bages                 | 3.987 (2013)   | 11,95      | 334 Einw./km²      | 66011      | 66670        |
| Corneilla-del-Vercol  | 2.162 (2013)   | 5,43       | 398 Einw./km²      | 66059      | 66200        |
| Elne                  | 8.450 (2013)   | 21,29      | 397 Einw./km²      | 66065      | 66200        |
| Montescot             | 1.734 (2013)   | 6,02       | 288 Einw./km²      | 66114      | 66200        |
| Ortaffa               | 1.245 (2013)   | 8,49       | 147 Einw./km²      | 66129      | 66560        |
| Théza                 | 1.691 (2013)   | 4,83       | 350 Einw./km²      | 66208      | 66200        |
| Villeneuve-de-la-Raho | 3.828 (2013)   | 11,41      | 335 Einw./km²      | 66227      | 66180        |

## Bevölkerungsentwicklung
| 1962  | 1968   | 1975   | 1982   | 1990   | 1999   | 2006   | 2011   |
| ----- | ------ | ------ | ------ | ------ | ------ | ------ | ------ |
| 9.913 | 10.364 | 11.683 | 13.264 | 17.162 | 18.588 | 20.907 | 22.526 |